# 이경섭 (작곡가)
이경섭(1972년 1월 7일 ~ )은 대한민국의 작곡가이다. BB, 조성모의 노래를 작곡 한 것으로 많이 알려져 있기도 하다.

## 프로필

### 학력
- 영동고등학교
- 경희대학교 체육학과 학사

### 데뷔
- 1993년 Mr. 2 너의 토요일

## 앨범
- 1995년 너의 궁전
- 1999년 등대지기
- 2001년 방황
- 2010년 TWENTYth Urban[1]

## 수상 내역
- 1997년 SBS 최우수 작곡가상
- 1997년 스포츠서울 최고작곡가상
- 1999년 SBS 서울 가요대상 최우수작곡가상
- 2000년 SBS 서울 가요대상 최우수작곡가상

## 관련 인물
- 조규만
- 한성호
- 조성모